# Parigi-Camembert 1960
La Parigi-Camembert 1960, ventunesima edizione della corsa e valida come evento del circuito UCI categoria CB1.1, si svolse il 19 aprile 1960. Fu vinta dal francese Joseph Groussard, in 7h51'00".
Al traguardo portarono a termine la corsa 24 corridori.

## Ordine d'arrivo (Top 10)
| Pos. | Corridore           | Squadra               | Tempo    |
| ---- | ------------------- | --------------------- | -------- |
| 1    | Joseph Groussard    | Helyett-Leroux        | 7h51'00" |
| 2    | Pierre Ruby         | Peugeot-BP-Dunlop     | s.t.     |
| 3    | Camille Le Menn     | Peugeot-BP-Dunlop     | s.t.     |
| 4    | Georges Groussard   | Helyett-Leroux        | s.t.     |
| 5    | Claude Leclercq     | Helyett-Leroux        | a 10"    |
| 6    | René Pavard         | Helyett-Leroux        | a 12"    |
| 7    | Orphee Meneghini    | Mercier-BP-Hutchinson | a 1'04"  |
| 8    | Jean-Marie Cieleska | Helyett-Leroux        | s.t.     |
| 9    | Edouard Bihouee     | Mercier-BP-Hutchinson | s.t.     |
| 10   | Antonin Rolland     | Margnat-Rochet        | s.t.     |